# David Kotey
David Kotey est un boxeur ghanéen né le 7 décembre 1950 à Accra.

## Carrière
Passé professionnel en 1966, il devient champion du monde des poids plumes WBC le 20 septembre 1975 après sa victoire aux points contre Rubén Olivares. Kotey conserve son titre face à Flipper Uehara puis Shig Fukuyama mais perd contre Danny Lopez le 6 novembre 1976. Il met un terme à sa carrière en 1989 sur un bilan de 43 victoires, 7 défaites et 2 matchs nuls.

## Référence
1. ↑  (en) Ruben Olivares vs. David Kotey (boxrec.com)